# Окулярець жовточеревий
Окулярець жовточеревий (Heleia javanica) — вид горобцеподібних птахів родини окулярникових (Zosteropidae). Ендемік Індонезії.

## Підвиди
Виділяють три підвиди:
- H. j. frontalis (Reichenbach, 1852) — крайній захід Яви;
- H. j. javanica (Horsfield, 1821) — Ява;
- H. j. elongata (Stresemann, 1913) — крайній схід Яви, Балі.

## Поширення і екологія
Жовточереві окулярці мешкають на островах Ява і Балі. Вони живуть в гірських тропічних лісах.